# Любча (Свентокшиське воєводство)
Любча (пол. Lubcza) — село в Польщі, у гміні Водзіслав Єнджейовського повіту Свентокшиського воєводства.
Населення — 409 осіб (2011).
У 1975-1998 роках село належало до Келецького воєводства.

## Демографія
Демографічна структура на день 31 березня 2011 року:
|          | Загалом | Допрацездатний вік | Працездатний вік | Постпрацездатний вік |
| -------- | ------- | ------------------ | ---------------- | -------------------- |
| Чоловіки | 216     | 47                 | 142              | 27                   |
| Жінки    | 193     | 36                 | 90               | 67                   |
| Разом    | 409     | 83                 | 232              | 94                   |